# BOYS meet HARMONY
『BOYS meet HARMONY』（ボーイズ・ミート・ハーモニー）は、ゴスペラーズのトリビュートアルバム。キューンミュージックから2019年3月20日に発売された。

## 解説
ゴスペラーズのメジャーデビュー25周年企画「G25 Project」の第一弾、『新しい出逢いに、ハーモニーを。』と言うキャッチフレーズによるグループ史上初のトリビュートアルバムである。
アルバムの初回仕様には「BOYS meet HARMONYスペシャルステッカー」の引換券が封入されており、各CDショップでは、先着の購入特典として「ゴスペラーズ 25周年ロゴステッカー」がプレゼントされた。

## 収録曲
1. 永遠に／SIRUP
2. ミモザ／COLOR CREATION
3. 新大阪／Da-iCE
4. 熱帯夜／UNIONE
5. ポーカーフェイス／Creepy Nuts
6. 星降る夜のシンフォニー／FlowBack
7. 月光／XOX
8. 星屑の街／SOLIDEMO
9. ひとり／港カヲル from グループ魂